# Lindenthal (Kolonia)
Lindenthal, Köln-Lindenthal — dzielnica miasta Kolonia w Niemczech, w okręgu administracyjnym Lindenthal, w kraju związkowym Nadrenia Północna-Westfalia, na lewym brzegu Renu. 